# Chlamydia trachomatis
Chlamydia trachomatis е вид бактерия от семейство Chlamydiaceae, която причинява хламидиоза, трахома, аднексит и други заболявания. Това е най-често разпространяваната бактерия по полов път.

## Характеристика
Различните видове Chlamydia trachomatis причиняват различни заболявания. Животът на бактерията преминава през два морфологично различни цикъла: първият се характеризира с това, че бактерията е във вид на спора и е силно заразна, а вторият служи за възпроизвеждане.
Бактерията не е подвижна, може да се размножава единствено и само в клетката гостоприемник.

## Заразяване
Chlamydia trachomatis се прикрепя към клетката гостоприемник под формата на малка спора. След това, разположена в малко мехурче, навлиза в нея. Вътре бактерията се уголемява и става метаболитно по-активна. Средата се изменя така, че да бъде колкото се може по-благоприятна за бързото размножаване на бактерията – това се случва за по-малко от 72 часа. Милиардите бактерии впоследствие преминават обратно към първоначалната си форма, клетката се разкъсва и те се освобождават навън – обикновено попадат в спермата на мъжа или в епителните клетки на женската полова система с цел да се разпространят и съответно да заразят и други клетки.

## Лечение
Възможно е един пациент да страда едновременно от няколко болести, предавани по полов път. Затова лечението зависи от състоянието и възрастта на пациента, като най-често се предписват антибиотици.